# Śliże Piaskowskie
Śliże Piaskowskie (biał. Сліжы Пескавыя; ros. Слижи Песковые) – wieś na Białorusi, w obwodzie grodzieńskim, w rejonie mostowskim, w sielsowiecie Kuryłowicze, w lasach Puszczy Lipiczańskiej, nad Szczarą.
W dwudziestoleciu międzywojennym leżały w Polsce, w województwie nowogródzkim, w powiecie słonimskim, w gminie Kuryłowicze.